# Andy Stewart
Andy Stewart, född 30 december 1933, död 11 oktober 1993, var en skotsk musiker och komiker.
Andy Stewart föddes i Glasgow, son till en lärare, och flyttade sedan till Arbroath, där han gick i skolan. Hans debut kom vid 18 års ålder, på Gaiety Theatre i Leith. Andy hade en lång karriär, och turnerade runt i hela världen och besökte så skilda platser som Sydafrika och Kanada. Han hade också mycket hög konserttäthet och kunde ofta pendla fram och tillbaka över Atlanten flera gånger varje vecka.
Hans musik kan beskrivas som typisk skotsk folkmusik, med många humoristiska inslag, lite i samma stil som Povel Ramel. Hans mest kända sånger är "Donald, wheres yer troosers" och "A scottish soldier". Andy skrev både på lågskotska (till exempel Muckin' o Geordies byre), skotsk engelska (till exempel Tunes of glory) och skotsk gaeliska (Cailin Mo Ruin-Sa).
Han var aktiv in i det sista och gjorde sin sista konsert bara några timmar före sin död, i Usher Hall i Edinburgh, till förmån för ett barnhem i Skottland.
De som har träffat Andy beskriver honom som en oerhört vänlig människa, och han skänkte ofta sina gager från föreställningar till välgörande ändamål. Han gick ofta självmant till olika sjukhus och ålderdomshem och underhöll folk där, och lär aldrig ha sagt nej till någon.